# ویندستار
ویندستار (انگلیسی: Windstar) شرکت کشتیرانی آمریکایی است، که در سال ۱۹۸۴ تأسیس شد.